# 浅田芭路
浅田 芭路（あさだ はろ、2013年〈平成25年〉9月5日 - ）は、日本の女優（子役）。東京都出身。スペースクラフト・エージェンシーを経て、研音所属。

## 略歴
2018年9月16日、TBS系日曜劇場『この世界の片隅に』で子役デビュー。
2019年8月21日、同年度前期連続テレビ小説『なつぞら』で第123回に出演し、NHK朝ドラ初出演。同年11月15日、映画『殺さない彼と死なない彼女』で映画初出演。
2020年8月30日、大河ドラマ『麒麟がくる』第22回に出演し、NHK大河ドラマ初出演。
2022年10月3日、NHK連続テレビ小説『舞いあがれ！』に出演、福原遥が演じるヒロイン・舞の幼少期役を演じている。219名が参加したオーディションでは「陰の部分と抜群にチャーミングな笑顔を表現できる」と評価を受け、選出された。連続テレビ小説への出演は『なつぞら』、2022年度前期『ちむどんどん』に続く3作目。
2025年6月21日、研音系列のK-NEXTに移籍。

## 出演

### テレビドラマ
- この世界の片隅に 最終話（2018年9月16日、TBS） - 北條節子（幼少期） 役
- 下町ロケット 第10話（2018年12月16日、TBS） - 春香 役
- レ・ミゼラブル 終わりなき旅路（2019年1月6日、フジテレビ） - 不破梢（幼少期） 役
- 執事 西園寺の名推理2 第3話（2019年5月10日、テレビ東京） - 井上美波（幼少期） 役
- 連続テレビ小説（NHK）
  - なつぞら 第123回（2019年8月21日） - 女の子 役
  - ちむどんどん（2022年4月12日 - 4月20日） - 砂川サチ子 役[2]
  - 舞いあがれ!（2022年10月3日 - 21日・2023年3月30日・31日） - 岩倉舞（幼少期）、梅津歩 役[3][4]
- トップナイフ-天才脳外科医の条件- 第4話（2020年2月1日、日本テレビ） - 沢城真実（幼少期） 役
- ランチ合コン探偵 〜恋とグルメと謎解きと〜 第6話（2020年2月13日、読売テレビ・日本テレビ） - ユミ 役
- スーパー戦隊シリーズ（テレビ朝日）
  - 魔進戦隊キラメイジャー エピソード6（2020年4月12日） - 大治小夜（幼少期） 役[5]
  - 王様戦隊キングオージャー 第16話・第30話（2023年6月18日・9月24日） - リタ・カニスカ（幼少期） 役[6][7]
- 大河ドラマ 麒麟がくる 第22回（2020年8月30日、NHK） - 貧民街の娘 役
- アンサング・シンデレラ 病院薬剤師の処方箋 第9話（2020年9月10日、フジテレビ） - 栗原結菜 役
- 一億円のさようなら（2020年9月27日 - 11月15日、NHK BSプレミアム・BS4K） - 加能美嘉（幼少期） 役
- 世にも奇妙な物語 '20秋の特別編 「イマジナリーフレンド」（2020年11月14日、フジテレビ） - 原田早希（5歳） 役
- 七人の秘書 第5話（2020年11月19日、テレビ朝日） - 佐藤芽衣 役
- 特捜9 season4 第2話（2021年4月14日、テレビ朝日） - 鈴木真央（幼少期） 役
- 明治ドラマスペシャル ずんずん!（2021年4月16日、テレビ朝日） - 岡林美桜 役
- 顔だけ先生 第7話（2021年11月20日、東海テレビ・フジテレビ） - 佐川希子（幼少期） 役
- めざましドラマ「めぐる。」（2021年12月6日 - 17日、フジテレビ） - 野島美歌 役
- 復讐の未亡人 第4話・第5話（2022年7月28日 - 8月4日、テレビ東京） - 勝浦凛 役[8]
- 二十四の瞳（2022年8月8日、NHK BSプレミアム） - 香川マスノ（1年生） 役
- ユニコーンに乗って（2022年8月9日、TBS） - 成川佐奈（幼少期） 役[9]
- 親愛なる僕へ殺意をこめて（2022年10月5日 - 11月23日、フジテレビ） - 浦島乙（幼少期） 役
- OTHELLO 第9話（2022年10月10日、朝日放送テレビ） - 浅田エリカ（幼少期） 役
- DORONJO / ドロンジョ 第3話（2022年10月21日、WOWOW） - 少女 役
- リエゾン -こどものこころ診療所- 第2話（2023年1月28日、テレビ朝日） - 滝川悠里 役[10]
- スーパーのカゴの中身が気になる私 第3話（2023年8月6日、中京テレビ） - 風見飛鳥 役[11][12]
- ブラックポストマン 第2話（2023年8月25日、テレビ東京） - 鹿志村あかり 役[13]
- 駐在刑事 スペシャル 2023（2023年9月25日、テレビ東京） - パク・ミヨン 役[14]
- たそがれ優作（2023年10月7日 - 11月25日、BSテレビ東京・BSテレビ東京4K） - 駒野すみれ 役[15]
- マルス-ゼロの革命- 第4話（2024年2月13日、テレビ朝日） - 床田 役[16][17]
- 墜落JKと廃人教師（2024年6月12日 - 7月24日、毎日放送） - 落合扇言（幼少期） 役[18][19]
- ウルトラマンアーク 第11話・第12話（2024年9月21日・28日、テレビ東京） - ユミ 役
- コールミー・バイ・ノーネーム - 第3話（2025年1月23日、毎日放送） - 少女 役[20]
- Dr.アシュラ（2025年4月16日 - 、フジテレビ） - 杏野朱羅（幼少期） 役
- ちはやふる-めぐり-（2025年7月9日 - 、日本テレビ） - 月浦凪（幼少期） 役[21]

### 配信ドラマ
- ブラックシンデレラ（2021年4月22日 - 6月10日、ABEMA） - 神谷愛波（幼少期） 役
- 新聞記者（2022年1月13日、NETFLIX） - 村上夏希 役
- First Love 初恋（2022年11月24日、NETFLIX） - 野口也英（幼少期） 役

### 映画
- 殺さない彼と死なない彼女（2019年11月15日、KADOKAWA / ポニーキャニオン） - 宮定澄子（地味子 / 幼少期） 役
- 一度死んでみた（2020年3月20日、松竹） - 野畑七瀬（幼少期） 役
- MOTHER マザー（2020年7月3日、スターサンズ / KADOKAWA） - 三隅冬華 役[22]
- おらおらでひとりいぐも（2020年11月6日、アスミック・エース） - 桃子（幼少期） 役
- 空はどこにある（2020年11月25日） - 小山ちひろ 役[23][24]
- 約束のネバーランド（2020年12月18日、東宝） - コニー 役
- あみはおばけ（2023年12月15日） - 川村阿美 役[25][26]
- ゴールデンカムイ（2024年1月19日、東宝）- アシㇼパ（幼少期）役
- 雪子 a.k.a.（2025年1月25日、パル企画） - 前島華 役[27][28][29]
- ゆきてかへらぬ（2025年2月21日） - 長谷川泰子（幼少期）役[30]
- ゴッドマザー〜コシノアヤコの生涯〜（2025年5月23日、日活・東京テアトル） - コシノヒロコ（幼少期） 役[31]

### テレビ番組
- それいけ!アンパンマンくらぶ（BS日テレ）
- すたあと（2020年、NHK Eテレ）
- しゃべくり007（2023年5月29日、日本テレビ）
- 新世界 メタバースTV!!（2023年6月18日、テレビ朝日）[32]

### CM・プロモーション
- クレハ「NEW クレラップ」（2018年） - クルミ（妹） 役[33]
- スタジオアリス「753パーフェクトブック ANIVERSA 2018」
- マルハニチロ「つながる、幸。バリューチェーン」篇（2018年） - ハナちゃん 役[34]
- 京都丸紅「七五三」[35]
- 中日本高速道路株式会社（NEXCO中日本）逆走対策2019「判断の瞬間篇」（2019年）[36]
- ロッテ「ガーナ」（2020年） - 声の出演
  - 母の日 オーケストラ 篇[37]
  - チョコレート会議 篇[38]
- ジョイパレット「アンパンマン キラ★ピカ★いっしょにステージミュージックショー」（2020年・2021年）[39][40]
- セキスイハイム東海株式会社 ドリームハイムキャンペーン（2020年）[41]
- ニチバン「ケアリーヴ治す力」貼ればわかる、はがせばわかる篇[42]
- ネスタリゾート神戸[43]
- オルツ「AI GIJIROKU」（2021年）[44]
- UHA味覚糖「特濃ミルク8.2」ミルク屋さん篇（2021年）[45]
- 富士通Japan「神恵内村のDX」篇（2021年）[46]
- 雪国まいたけ「ぶっこみ炊き込みご飯」篇（2021年）
- 早稲田アカデミー ブランドムービー 「虫好きの少女」篇（2021年）[47]
- 麦飯石の水 - 2代目イメージキャラクター（サウンドロゴは初代・村山輝星のまま）
- ACジャパン「白紙の未来」（2023年）[48]
- 新コスモス電機 PLUSCO
  - 「実は、一酸化炭素。」篇（2023年）
  - 「火災探偵ハロ」篇（2024年）

### ミュージックビデオ
- FUKUSHIGE MARI「沈丁花、低く」（2019年）[49]
- millennium parade「FAMILIA」（2021年）[50]
- ジャニーズWEST「でっかい愛」（2021年）
- ヤングスキニー「恋は盲目」（2024年）[51]
- Laura day romance「heart」（2025年）[52]

### ラジオドラマ
- 今、瑠璃色の星で（2024年8月3日、 FMシアターNHK-FM）

## 書籍

### 雑誌
- ハマナカ「アイアムオリーブ」
- 学研教育みらい「Piccolc」